# Lujapuolijärvi
Lujapuolijärvi är en sjö i Finland. Den ligger i kommunen Enare i landskapet Lappland, i den norra delen av landet, 1 100 km norr om huvudstaden Helsingfors. Lujapuolijärvi ligger 177,4 meter över havet. Omgivningarna runt Lujapuolijärvi är i huvudsak ett öppet busklandskap. Arean är 1,08 kvadratkilometer och strandlinjen är 9,61 kilometer lång. Sjön  ingår i Pasvik älvs huvudavrinningsområde. 